# Dr. Baxter Stockman
Dr. Baxter Stockman is een personage uit de strips en televisieseries van de Teenage Mutant Ninja Turtles. Hij is een kwaadaardig genie, en de schepper van de Mousers. Stockman verschilt sterk per incarnatie van de TMNT.

## Laird & Eastman Comics, Volumes 1 en 2
In Volume 1 van de stripserie, was Dr. Stockman een zwarte gestoorde geleerde. Hoewel hij in de televisieseries wel werkte voor the Shredder, had hij in deze strips geen enkele connectie met hem. Hij ontwikkelde de Mousers met behulp van zijn assistente April O'Neil. Rond de tijd dat de Mousers werden ingezet om het ongedierteprobleem in de stad aan te pakken, vonden er ook vreemde bankovervallen plaats. Toen April achterdochtig werd, ontdekte ze dat Stockman zijn Mousers gebruikte voor de overvallen. Hij deed dit niet voor het geld (hij kon gemakkelijke legaal miljoenen verdienen met zijn uitvinding), maar omdat hij vond dat het grappig was. April wilde ontsnappen, maar hij stuurde zijn Mousers achter haar aan. De Turtles kwamen haar te hulp en versloegen de Mousers. Nadat ze ook zijn lab hadden vernietigd, werd Stockman gearresteerd.
Hij verscheen opnieuw in Volume 2 van de stripserie als een van de hoofdvijanden. Hij gebruikte technologie van DARPA om zichzelf om te bouwen tot een cyborg en wraak te nemen op de TMNT. Zijn nieuwe lichaam werd geëlektrocuteerd en blijkbaar vernietigd.
In Volume 4 van de stripserie werd onthuld dat Donatello de restanten van Stockmans cyborglichaam had bewaart en al jaren verborgen hield voor zijn broers. Toen kwam ook aan het licht dat Stockman April in Volume 2 had geïnfecteerd met nanobots. Deze begonnen haar langzaam van binnenuit te vernietigen, totdat ze zelf werden vernietigd. Donatello vernietigde de laatste restanten van Stockman om April te wreken. Het is echter mogelijk dat Stockman nog op een of andere manier bestaat en in staat is om elektronica en apparaten te manipuleren.

## Eerste animatieserie
In de originele TMNT-animatieserie en de hierop gebaseerde Archie-strips was Stockman een blanke man en geen zwarte man. Ook was hij niet zozeer kwaadaardig, maar gewoon misleid. Hij probeerde zijn Mousers te verkopen aan de Ajax Pest Control Company, maar die maakten hardhandig aan Baxter Stockman duidelijk dat zij geen inkomen meer zouden hebben als de Mousers al het ongedierte in de stad zouden verdelgen. Stockman werd benaderd door Shredder die Stockman een baan aanbood. Hij beval Stockman om een centraal controlemechanisme voor alle Mousers te maken. Shredder gebruikte de Mousers echter om zijn vijand Splinter op te sporen en te doden. De Mousers werden zelf vernietigd door de Turtles. Hierna ontdekten de Turtles dat op de dodelijke robotjes het logo van dr. Stockman stond. Met behulp van April O'Neil, een bevriende verslaggeefster, vonden ze dr. Stockman die hen na veel dreigementen vertelde hoe de vork in de steel zat. De Ninja Turtles stalen de bestelbus van dr. Stockman, die ze tot hun officiële Turtle-Mobile maakten. Stockman zelf belandde in een inrichting.
Stockman werd bevrijd door Shredder, en werd nu zelf ook kwaadaardiger. Hij hielp hem de drie stukken van het "Oog van Sarnath" te vinden. Baxter werd zijn mishandelingen door Shredder zat en verraadde hem, met de intentie het oog zelf te gebruiken. Uiteindelijk vernietigde Donatello het oog. Shredder wilde van de verraderlijke wetenschapper af en overtuigde Krang om Stockman naar Dimensie X te sturen in ruil voor de terugkeer van Bebop en Rocksteady. Baxter werd door Krang in een disintegrator geplaatst om hem te elimineren. Er vloog echter een huisvlieg rond in de disintegrator, en in plaats van te worden vernietigd, veranderde Baxter in een antropomorfe vlieg. Als vlieg vluchtte Baxter weg uit Dimensie X om wraak te nemen op Shredder en de Turtles voor zijn mutatie. Hoewel hij nog steeds ietwat naïef was, ontwikkelde hij al snel een koude en kwaadaardige persoonlijkheid waar zelfs Shredder van schrok. Baxter hielp Shredder nog een paar maal, maar werd steeds gewelddadiger en gebrand op wraak.
Baxter probeerde via een ruimteschip terug te reizen naar Dimensie X, waar hij wraak zou kunnen nemen op Shredder door hem in een gewone huisvlieg te veranderen met een trans-mutatiepistool. Er ging echter iets mis en Baxter kwam vast te zitten in een andere dimensie, ergens tussen Aarde en Dimensie X, met enkel een supercomputer.
In zijn laatste optreden ontsnapte Stockman uit deze dimensie en nam de Technodrome over. Hij gebruikte Krangs mutageen om alle mensen in de stad te veranderen in insectmutanten zoals hij. Aan het eind werd hij verslagen en weer in dezelfde dimensie opgesloten.
Baxters stem werd in deze serie ingesproken door Pat Fraley.

## Tweede animatieserie
In de tweede animatieserie werd Baxter Stockmans stem verzorgd door Scott Williams. Net als in de originele strips is hij hier een Afro-Amerikaan. Hij verschijnt in deze serie in verschillende vormen.
Hij werd in de tweede aflevering geïntroduceerd. Hij had toen net de Mousers gebouwd, zogenaamd om het rattenprobleem in de stad aan te pakken. In werkelijkheid gebruikte hij ze om geld te stelen voor de Shredder. De Turtles verhinderden dit plan echter en vernietigden de Mousers. Als straf voor zijn falen liet Shredder door Hun een van Stockmans ogen verwijderen met gebruikmaking van een boor.
Stockman ving later Raphael met behulp van zijn nieuwste uitvinding: ninjarobotten met de gave om onzichtbaar te worden, "Foot Tech Ninjas" genaamd. Hij maakte deze met technologie van een Utrom-exopak dat de Foot Clan had gevonden in de rivier. Toen de Turtles deze robots wisten te verslaan, liet Shredder Stockmans rug breken en zijn linkerarm afhakken. Vanaf dat moment zat Stockman in een rolstoel en heeft hij een robotische armprothese.
In de loop van het eerste seizoen werd Stockman op deze manier steeds verder verlamd, maar hij bleef voor Shredder werken. Hij werkte echter vooral voor Shredder voor persoonlijk gewin. Zolang hij in dienst was van Shredder had hij toegang tot het exopak. Van dit pak maakte hij in het geheim een cyborgpak dat hem onoverwinnelijk zou maken. Dit pak gebruikte hij voor het eerst toen de Turtles de Shredder aanvielen in zijn eigen toren in de aflevering 'Return to New York'. De Turtles gebruikten echter Stockmans eigen wapens tegen hem en bliezen het cyborgpak op.
Stockman dook weer op in seizoen 2, nu slechts nog een hoofd op een robotspin en in de macht van de Shredder. De Fugitoid brak Shredders controle en Stockman ontsnapte. Hij overtuigde de antropomorfe alliagtor Leatherhead ervan om hem te helpen toegang te krijgen tot een exopak van de Utroms.
In dit exopak werkte Stockman een tijdje voor de maffia gedurende de 'City at War'-verhaallijn. Hierna werd hij gevangen door Hun, die Stockman nog verder toetakelde tot hij enkel een brein en een oogbal was, die in leven werden gehouden in een tank met slechts één robotarm. In deze vorm werd hij aan Shredder gegeven en gedwongen weer voor hem te werken. Toen Shredder later de wetenschapper Dr. Chaplin inhuurde, saboteerde Stockman Chaplins werk uit angst dat deze hem zou vervangen. Chaplin zag Stockman echter als een rolmodel en maakte voor hem een nieuw robotlichaam, waarin zijn hersenen en oogbal in leven werden gehouden. Dit lichaam stelde hem in staat weer te gaan en staan waar hij wilde.
Stockman kwam uiteindelijk in contact met Agent Bishop en ging voor hem werken. Hij deed dit onder de belofte dat Bishop hem de middelen zou geven om Stockman weer een echt lichaam te geven. Ondanks waarschuwingen van Bishop begon Stockman veel te vroeg met het maken van een nieuw lichaam. Hierdoor zag hij er weliswaar weer even uit zoals aan het begin van seizoen 1, maar al snel begon zijn lichaam uit elkaar te vallen. Hij verdronk uiteindelijk in de East River.
Bishop liet Stockmans lichaam ophalen en zijn hersenen overbrengen naar een nieuw cyborglichaam. Stockman was echter kwaad en geschokt dat hij weer tot leven was gebracht aangezien hij eindelijk rust had gevonden. Stockman brak uiteindelijk onbewust het 'Hart van Tengu', een oud voorwerp dat de Foot Mystics gebruikten. Dit leidde tot de terugkeer van de 'echte' Shredder.

## Derde animatieserie
In de serie van 2012 is Baxter eveneens een donkere man met een afro.
Baxter Stockman is in deze serie een uitvinder die wraak wil nemen tegen het bedrijf TCRI nadat hij ontslagen was. De Turtles komen hem voor het eerst tegen als hij probeert in te breken in een gebouw. De Turtles verslaan hem, maar Stockman heeft Donatello's T-Pod gestolen, die een militair kunstmatige intelligentie chip bevat, die hij gebruikt voor in zijn strijdpantser. 
In "Mousers Attack," heeft hij speciale kleine robotjes, Mousers genaamd, ontworpen. De Turtles hebben veel moeite met deze Mousers te verslaan. Nadat de Shredder kennis heeft gemaakt met Baxter, is Baxter officieel lid van Shredders team.
Baxter Stockman was als student al een krankzinnige geleerde. Hij ontwerp een vulkaanproject dat echt lava kan spuiten. Door zijn project is de universiteit tot as vergaan en zijn verscheidene docenten en studenten met derdegraads brandwonden in het ziekenhuis opgenomen. Als volwassene ging hij werken bij de Technic Cosmic Research Institute waar hij na een gevaarlijk incident ontslagen werd.
In "The Lonesome Mutation Of Doctor Stockman" wordt Baxter Stockman gemuteerd in een vlieg. Als vlieg ontvoert hij April O'Neill nadat hij hoorde dat Donatello een tegengif had ontwikkeld om mutanten terug in mensen te veranderen. Hij slaagde er niet in en werd door de mannen van Shredder opnieuw gevangengenomen. Sindsdien werkt hij weer voor Shredder. In "Serpent Hunt" blijkt Shredder hem inmiddels een eigen lab te hebben gegeven.
Er is ook een actiefiguur van deze Baxter Stockman.

## Videospellen
Baxter Stockman verscheen geregeld in de klassieke Turtles-videospellen gebaseerd op de eerste animatieserie. Hij is vrijwel altijd een eindbaas. Zowel de menselijke versie als de gemuteerde Baxter Stockman komt in de spellen voor.
Ook in de spellen gebaseerd op de nieuwe animatieserie is Stockman geregeld een eindbaas.